# Simetria derivatei a doua
În matematică, simetria derivatei a doua se referă la posibilitatea interschimbării ordinii de derivare parțială a unei funcții f. Fie funcția f de n variabile.
{\displaystyle f\colon \mathbb {R} ^{n}\to \mathbb {R} }
{\displaystyle f(x_{1},x_{2},....,x_{n})}
atunci funcția derivată intr-un punct X0 din R se notează cu
{\displaystyle f\prime \ ({\overrightarrow {X_{0}}})}
sau
{\displaystyle f\prime \ (x_{1},x_{2},...,x_{n})}
fiindcă
{\displaystyle {\overrightarrow {X}}={\overrightarrow {(x_{1},x_{2},...,x_{n})}}\in \,\mathbb {R} ^{n}}
Dacă derivata parțială în raport cu Xi a lui f se notează cu indicele i, atunci simetria presupune că există două derivate parțiale de ordinul doi, notate {\displaystyle f=f\prime \prime (X_{i})=f\prime ({\overrightarrow {f\prime \ ({\overrightarrow {X_{i}}})}})} ce satisfac egalitatea următoare:
{\displaystyle f\prime \prime _{ij}=f\prime \prime _{ji}}
Observație: se ințelege că acestea sunt de asemenea funcții de variabilă {\displaystyle {\overrightarrow {x_{0}}}={\overrightarrow {(x_{1},x_{2},...,x_{n})}}} definită ca mai sus.

## Teorema lui Clairaut
Matricea având ca elemente valorile derivatei de ordinul II a funcției, se numește matricea hessiană sau matrice Hess asociată lui f. Elementele din afara diagonalei principale a acestei matrice sunt derivate mixte, obținute prin derivarea de ordinul doi a funcției în raport cu două variabile diferite.
Matricea Hesse este o matrice simetrică, iar matematic acest lucru se exprimă prin faptul că f are mai mult de o derivată parțială într-un punct. Adică cel puțin două. Teorema lui Clairaut dă o condiție suficientă pentru ca f să aibă o matrice Hesse într-un punct, adică să aibă toate derivatele de rand doi de pe diagonala principala diferite de 0.

## Exprimarea matematică
Simetria înseamnă că
{\displaystyle {\frac {\partial }{\partial x}}\left({\frac {\partial f}{\partial y}}\right)={\frac {\partial }{\partial y}}\left({\frac {\partial f}{\partial x}}\right)}
Această egalitate se poate scrie și ca
{\displaystyle \partial _{xy}f=\partial _{yx}f.}
Alfel, simetria poate fi scrisă ca o formulă algebrică folosind operatorul diferențial Di care primește derivata parțială în raport cu xi:
Di . Dj = Dj . Di.
Din relație se deduce că inelul operatorilor diferențiali cu coeficienți constanți, generați de Di, este comutativ. Dar trebuie să fie specificat un domeniu pentru acești operatori. Este ușor de verificat că simetria se aplică la monoame, deci putem lua polinomele în xi ca domeniul funcției f(x).

## Teorema lui Clairaut
În analiza matematică, teorema lui Schwarz-Clairaut, numită după Alexis Clairaut și Hermann Schwarz, spune că
{\displaystyle f\colon \mathbb {R} ^{n}\to \mathbb {R} }
sunt derivate parțiale de ordinul doi continue în orice punct dat {\displaystyle \mathbb {R} ^{n}}, notat cu, {\displaystyle (a_{1},\dots ,a_{n}),} atunci pentru {\displaystyle 1\leq i,j\leq n,}
{\displaystyle {\frac {\partial ^{2}f}{\partial x_{i}\,\partial x_{j}}}(a_{1},\dots ,a_{n})={\frac {\partial ^{2}f}{\partial x_{j}\,\partial x_{i}}}(a_{1},\dots ,a_{n}).}
Altfel spus, derivatele parțiale de ordinul doi ale acestei funcții comută în acest punct.